# オールタイムリクエスト TRI-ON
『オールタイムリクエスト TRI-ON』（オールタイムリクエスト トライオン）は、東海ラジオで2020年11月8日から2021年9月26日まで放送されたラジオ番組。
本稿では前身番組にあたる『サウンドスタジアム #おうちでラジオ オールタイムリクエスト』（サウンドスタジアム ハッシュタグ おうちでラジオ オールタイムリクエスト）についても述べる。

## 概要
2020年春に、新型コロナウイルス感染拡大に伴うプロ野球デーゲーム中継（『ガッツナイタースペシャル』）の代替番組として放送されていた『サウンドスタジアム #おうちでラジオ オールタイムリクエスト』を発展させて、レギュラー番組としたもので、東海ラジオのパーソナリティなどが週替わりでDJを担当するリクエスト番組。
プロ野球の開幕によるナイターイン編成の開始に伴い、2021年3月14日がレギュラー放送としては最終回となったが、以降も土・日の『ガッツナイタースペシャル』ならびに月曜ナイター時の『ドラゴンズスペシャル』の雨傘番組として放送された（土・日は『ガッツナイタースペシャル』がナイトゲーム中継となる場合、ならびに2020年東京オリンピックに伴うプロ野球公式戦中断期間にも放送）。なお、2021年度ナイターオフ期間は、同時間帯に『Sound Park Sunday』が編成されることが決まっているため定時放送は見送られた。翌2022年ナイターインにおいても土・日の『ガッツナイタースペシャル』で中継予定試合が中止の場合は『ガッツナイタースペシャル ◯◯特集』（本番組同様音楽番組であるが、予め選曲テーマが定められている）を放送するため、結果として前年9月26日分が最後の放送となった。
なお、番組タイトルの『TRI-ON』は、音楽・DJ・リスナーの思い出の3要素（TRI）と音（ON）を組み合わせた造語である。

## 放送時間
ファーストシーズン（2020年11月8日 - 2021年3月14日）
- 日曜日 14:00 - 17:00

セカンドシーズン（2021年4月24日 - 9月26日）
- 土曜日・日曜日 午後 不定期放送（放送時間は適宜調整）
- 予定されたナイター中継中止時の月曜日 19:00 - 21:30
  - 2021年の日本シリーズ期間については、本番組ではなく『歌謡曲主義』を雨傘番組として編成する。

## コーナー
- 時間指定わがままリクエスト
セカンドシーズンの2021年7月17日からスタートしたコーナー。
リスナーが誰かに贈りたい音楽とメッセージを、リスナーの希望する日時に放送する。
なお、このコーナーに限り、当日のリクエストテーマとは関係ない曲でもよい。
- TRI-ONEグランプリ
セカンドシーズンの2021年7月18日からスタートしたコーナー。
毎回テーマを決め、リスナーの投票で『TRI-ON』オリジナルのランキングを作る。

過去のコーナー
- デラスキなんかに騙されない！（15時台）
デラスキッパーズによる、ファーストシーズンのレギュラーコーナー。
リクエストテーマに沿ったストーリーをリスナーから募集するが、そのストーリーは嘘のエピソードでもよい。
デラスキッパーズがストーリーを読み、そのエピソードを聞いたDJが嘘か本当かを見抜くことができるかどうか対決する。

## 週替わりDJとテーマ

### ファーストシーズン
| 放送日         | DJ                                 | リクエストテーマ                                                 | デラスキなんかに騙されない! メッセージテーマ                                                                        | 備考                                                                   |
| -------------- | ---------------------------------- | ---------------------------------------------------------------- | --- | ---------------------------------------------------------------------- |
| 2020年11月8日  | 松井珠理奈（SKE48）                | 秋に何度聴いても飽きない曲                                       | あなたの飽きない秋の思い出                                                                                          |                                                                        |
| 2020年11月15日 | アンダーポイント                   | ○○と聴いた思い出の曲                                             | 彼氏・彼女・友人との思い出話                                                                                        |                                                                        |
| 2020年11月22日 | 海蔵亮太                           | あなたの十八番ソング！オハソン                                   | あなたのテッパン話                                                                                                  |                                                                        |
| 2020年11月29日 | 前野沙織（東海ラジオアナウンサー） | メリーロック2020特集                                             | あなたのロックな体験談                                                                                              |                                                                        |
| 2020年12月6日  | 三丘翔太                           | 人には言えないけど実は大好きな曲                                 | 人には言えない恥ずかしい話                                                                                          | 福岡国際マラソン中継の為、14:30-17:00の短縮放送。                      |
| 2020年12月13日 | ゆめまる（東海オンエア）           | この曲聴きくと冬だな〜と思う曲                                   | 冬になると思い出す話                                                                                                |                                                                        |
| 2020年12月20日 | 日高優月（SKE48）                  | 毛布にくるまりながら聴きたい曲                                   | 思わず心温まる話 | 16:20-16:45は『ボートレースライブ SG第35回グランプリ実況中継』を放送。 |
| 2020年12月27日 | デラスキッパーズ                   | 2020総決算 あなたのヘビロテ送って下さい！                        | アンダーポイントが担当。 『まっぴるま!』のコーナー「クイズ！まっぴーひゃらドン♪」、「さじ加減ルーレット」を行った。 |                                                                        |
| 2021年1月3日   | 熊崎晴香（SKE48）                  | いい年にするぞ！とやる気がでる曲                                 | あなたが大きな決意をした話                                                                                          |                                                                        |
| 2021年1月10日  | 井田勝也（東海ラジオアナウンサー） | 勇気が出る曲                                                     | あなたが勇気を貰った話                                                                                              |                                                                        |
| 2021年1月17日  | 古畑奈和（SKE48）                  | 新しい事に挑戦する時や前向きな気持ちになりたい時に聴きたい曲     | 新しい挑戦の成功談、失敗談                                                                                          |                                                                        |
| 2021年1月24日  | 前野沙織（東海ラジオアナウンサー） | 感謝カンゲキ雨嵐 ～あなたの大好きな嵐の曲 教えて下さい～         | 有名人に会った話 |                                                                        |
| 2021年1月31日  | 安蒜豊三（東海ラジオアナウンサー） | バレンタイン2週間前、恋に関する喜怒哀楽ソング                    | あまーい恋話 |                                                                        |
| 2021年2月7日   | 山﨑聡子（東海ラジオアナウンサー） | カラオケで盛り上がるアイドルソング！                             | カラオケにまつわるエトセトラ                                                                                        |                                                                        |
| 2021年2月14日  | なかし（スペードの3）              | ドキドキ！チョコレートと一緒に大切なあの人に贈りたい、貰いたい曲 | バレンタインメモリー                                                                                                |                                                                        |
| 2021年2月21日  | 源石和輝（東海ラジオアナウンサー） | タビウタ！旅に出たくなる旅に出た気分になる曲                     | 旅の思い出 |                                                                        |
| 2021年2月28日  | 大場美奈（SKE48）                  | 1日1回絶対に聴くとっておきの曲                                   | あなたの一日一善 |                                                                        |
| 2021年3月7日   | 市野瀬瞳                           | 大好きなあの人に…嫌いなアイツに…送りたい別れの歌                 | 別れの思い出 |                                                                        |
| 2021年3月14日  | デラスキッパーズ                   | 卒業ソング                                                       | スペードの3（栗林弘典・なかし）が担当。 テーマは「卒業の思い出」。                                                  | レギュラー放送最終回。                                                 |

### セカンドシーズン
| 放送日時            | 放送日時      | DJ                                 | リクエストテーマ               | 備考                                                         |
| ------------------- | ------------- | ---------------------------------- | ------------------------------ | ------------------------------------------------------------ |
| 2021年4月24日（土） | 14:00 - 15:30 | 井田勝也（東海ラジオアナウンサー） | カラオケで上手くなりたい曲     | 中日戦がナイトゲームのため放送                               |
| 2021年4月25日（日） | 14:00 - 15:15 | 本田剛文（BOYS AND MEN）           | 涙腺にくる曲                   | 中日戦がナイトゲームのため放送                               |
| 2021年5月1日（土）  | 15:05 - 17:00 | 村上和宏（東海ラジオアナウンサー） | サザンオールスターズ縛り       | 野球中継の早終了（降雨ノーゲーム）に伴い、急遽放送           |
| 2021年7月17日（土） | 14:00 - 15:30 | 井田勝也（東海ラジオアナウンサー） | 笑える曲                       | オールスターゲーム開催日かつ当該試合がナイトゲームのため放送 |
| 2021年7月18日（日） | 14:00 - 16:30 | 前野沙織（東海ラジオアナウンサー） | 届け！愛のMelody！V6特集       | オールスターゲーム予備日のため放送                           |
| 2021年7月24日（土） | 14:00 - 16:30 | 吉川秀樹（東海ラジオアナウンサー） | Beingアーティスト特集          | 東京オリンピック開催に伴いプロ野球公式戦中断中のため放送     |
| 2021年7月25日（日） | 14:00 - 16:30 | 井田勝也（東海ラジオアナウンサー） | 部活歌（ぶかつうた）           | 東京オリンピック開催に伴いプロ野球公式戦中断中のため放送     |
| 2021年7月31日（土） | 14:00 - 17:00 | 山崎聡子（東海ラジオアナウンサー） | 夏のアイドルソング             | 東京オリンピック開催に伴いプロ野球公式戦中断中のため放送     |
| 2021年8月1日（日）  | 14:00 - 16:00 | 大澤広樹（東海ラジオアナウンサー） | TK・小室哲哉サウンド Part２    | 東京オリンピック開催に伴いプロ野球公式戦中断中のため放送     |
| 2021年8月7日（土）  | 14:00 - 17:00 | 村上和宏（東海ラジオアナウンサー） | サザンオールスターズ＆桑田佳祐 | 東京オリンピック開催に伴いプロ野球公式戦中断中のため放送     |
| 2021年9月12日（日） | 14:00 - 15:00 | 吉川秀樹（東海ラジオアナウンサー） | ELT -Every Little Thing- 特集  | 中日戦がナイトゲームのため放送                               |
| 2021年9月25日（土） | 14:00 - 15:30 | ねね                               | 松任谷由実特集                 | 中日戦がナイトゲームのため放送                               |
| 2021年9月26日（日） | 14:00 - 15:15 | 森貴俊（東海ラジオアナウンサー）   | あなたの勝負歌                 | 中日戦がナイトゲームのため放送                               |

## サウンドスタジアム #おうちでラジオ オールタイムリクエスト
『サウンドスタジアム #おうちでラジオ オールタイムリクエスト』（サウンドスタジアム ハッシュタグ おうちでラジオ オールタイムリクエスト）は、『TRI-ON』の前身となる番組である。
『TRI-ON』と同様に、東海ラジオのパーソナリティなどが週替わりでDJを担当するリクエスト番組であり、日本国内での新型コロナウイルス感染症の感染拡大による影響で、2020年の日本プロ野球（NPB）レギュラーシーズンの開幕が当初の3月20日から何度も延期されたことから、プロ野球が開幕するまでの間、『ガッツナイタースペシャル』の代替番組として急遽立ち上げられた。
放送時間は、土曜日・日曜日 14:00 - 17:00。
なお、『サウンドスタジアム』の名称自体は、2018 - 2020年度の土・日の『ガッツナイタースペシャル』で中継予定のデーゲーム（オフシーズン編成は曜日を問わずナイターにも適用の場合あり）が中止となった場合の雨傘番組のタイトルであり、初回放送は2018年9月30日（平成30年台風第24号の影響で当日の中日戦が中止となった日）であった。2021年度からはこの雨傘番組も『TRI-ON』が引き継いだ。
| 放送日              | DJ                                          | リクエストテーマ                                | 備考                                                                                        |
| ------------------- | ------------------------------------------- | ----------------------------------------------- | ------------------------------------------------------------------------------------------- |
| 2020年3月28日（土） | タクマ                                      | 懐かしの〇〇                                    |                                                                                             |
| 2020年3月29日（日） | アンダーポイント                            | 元気ソング                                      |                                                                                             |
| 2020年4月4日（土）  | ねね                                        | アオハル（青春）ミュージック                    |                                                                                             |
| 2020年4月5日（日）  | デラスキッパーズ                            | マイベストバラード                              |                                                                                             |
| 2020年4月11日（土） | 深谷里奈                                    | 恋歌                                            |                                                                                             |
| 2020年4月12日（日） | 森由貴子                                    | ドラマ主題歌                                    |                                                                                             |
| 2020年4月18日（土） | 大西崇之 前野沙織（東海ラジオアナウンサー） | カラオケで一番歌った曲                          |                                                                                             |
| 2020年4月19日（日） | 大前りょうすけ                              | あなたにとっての恋愛ソング                      |                                                                                             |
| 2020年4月25日（土） | 山﨑聡子（東海ラジオアナウンサー）          | アイドルソング                                  |                                                                                             |
| 2020年4月26日（日） | 山本昌 前野沙織（東海ラジオアナウンサー）   | バンド                                          |                                                                                             |
| 2020年5月2日（土）  | 山浦ひさし                                  | この歌詞の、このフレーズしびれるな～！          |                                                                                             |
| 2020年5月3日（日）  | なかし（スペードの3）                       | バンド                                          |                                                                                             |
| 2020年5月9日（土）  | 青山紀子                                    | あなたがハマった曲                              |                                                                                             |
| 2020年5月10日（日） | 森貴俊（東海ラジオアナウンサー）            | 異性に歌ってもらいたい胸熱ソング！              |                                                                                             |
| 2020年5月16日（土） | 小島一宏                                    | 映画の主題歌（歌詞の入ったもの）                |                                                                                             |
| 2020年5月17日（日） | 村上和宏（東海ラジオアナウンサー）          | サザンオールスターズ                            |                                                                                             |
| 2020年5月23日（土） | デラスキッパーズ                            | 私のバイブル                                    |                                                                                             |
| 2020年5月24日（日） | 大澤広樹（東海ラジオアナウンサー）          | TK（小室哲哉）サウンド                          |                                                                                             |
| 2020年5月30日（土） | 前野沙織（東海ラジオアナウンサー）          | 平成のジャニーズ最強の一曲                      |                                                                                             |
| 2020年5月31日（日） | 源石和輝（東海ラジオアナウンサー）          | スクールソング（学校にまつわる曲）              |                                                                                             |
| 2020年6月6日（土）  | 森由貴子                                    | CMソング                                        |                                                                                             |
| 2020年6月7日（日）  | 市野瀬瞳                                    | 平成の歌姫 安室奈美恵・宇多田ヒカル・浜崎あゆみ |                                                                                             |
| 2020年6月13日（土） | ゆめまる（東海オンエア）                    | あなたのアゲアゲソング                          | 『ドラゴンズスペシャル 開幕直前 中日×DeNA 練習試合実況中継』の放送ため、14:00-15:00の放送。 |
| 2020年6月14日（日） | 須田亜香里（SKE48）                         | 初めて買ったCD                                  | 『ドラゴンズスペシャル 開幕直前 中日×DeNA 練習試合実況中継』の放送ため、16:00-18:00の放送。 |